# اس‌اس اوستر
اس‌اس اوستر (به انگلیسی: SS Oster) یک کشتی بخار نروژی است که طول آن ۳۱٫۸ متر (۱۰۴ فوت) می‌باشد.